# Josep Maria Jujol
Josep Maria Jujol Gibert, född 16 september 1879 i Tarragona, död 1 maj 1949 i Barcelona, var en katalansk arkitekt.
Jujol var vid sidan av Gaudi, Puig y Cadafalch och Domènech y Montaner en av de främsta arkitekterna inom Kataloniens ’’modernisme’’ (motsvarigheten till jugendstilen). Han samarbetade med Gaudi i några av dennes främsta verk som Casa Battlo och Casa Mila. Jujol utformade också möbler och ägnade sig åt måleri. Jujol var professor vid Escuela de Arquitectura de Barcelona.

## Byggnader
- Patronat Obrer teater. Tarragona, 1908.
- Torre Sansalvador. Barcelona, 1909-1915.
- Casa Mañach. Barcelona, 1911.
- Torre de la Creu. Sant Joan Despí Barcelona, 1913-1916.
- Casa Ximenis. Tarragona, 1914
- Casa Bofarull. Els Pallaresos Tarragona, 1914-1931.
- Casa Negre. Sant Joan Despí Barcelona, 1915-1926.
- Vistabella kyrka. La Secuita Tarragona, 1918-1924.
- Torre Serra-Xaus. Sant Joan Despí Barcelona, 1921-1927.
- Casa Planells. Barcelona, 1922-
- Torre Jujol. Sant Joan Despí Barcelona, 1932.